# Zeche Hagensieperbank
Die Zeche Hagensieperbank in Haar, das zum Bochumer Stadtteil Querenburg gehört, ist ein ehemaliges Steinkohlenbergwerk. Das Bergwerk war auch unter den Namen Zeche Hagen Sieperbank und Zeche Hagensieperbänke bekannt. Das Bergwerk gehörte zum Märkischen Bergamtsbezirk und dort zum Geschworenenrevier Westlich Witten.

## Bergwerksgeschichte
Am 20. August des Jahres 1832 wurde ein Längenfeld verliehen. Im Januar des darauffolgenden Jahres wurde das Bergwerk im Lottental in Betrieb genommen. Das Bergwerk befand sich südwestlich von der Zeche Klosterbusch. Ab Juni des Jahres 1835 wurde das Grubenfeld nur weiter ausgerichtet. Im Jahr 1840 wurden in den Unterlagen des Bergamtes eine tiefe Sohle und ein Oberstollen genannt. Im Jahr 1845 war die 3. Sohle in Betrieb. Im Jahr 1855 betrug die Länge des Stollens 465 Lachter. Es waren vier Flöze mit unterschiedlichen Mächtigkeiten in Verhieb. Jedes Flöz hatte eine andere Mächtigkeit, sie lag zwischen 30 und 70 Zoll. Zum Abtransport der Kohle wurde der Schienenweg der Zeche Glücksburg zum Kohlenmagazin an der Ruhr benutzt. Im Jahr 1858 war die Zeche Hagensieperbank noch eigenständig in Betrieb. Am 18. März des Jahres 1865 konsolidierte die Zeche Hagensieperbank mit der Zeche Gibraltar Erbstollen zur Zeche Vereinigte Gibraltar Erbstollen.

### Förderung und Belegschaft
Die abgebauten Kohlen des Bergwerks waren stark backend. Die ersten Förderzahlen stammen aus dem Jahr 1835, es wurden 5256 Scheffel Steinkohle gefördert. Im Jahr 1840 wurden 6047¾ preußische Tonnen Steinkohle gefördert. Im Jahr 1845 stieg die Förderung an auf 36.919 preußische Tonnen Steinkohle. Die ersten Belegschaftszahlen stammen aus dem Jahr 1847, es waren zwischen einem und achtzehn Bergleute auf dem Bergwerk angelegt, die eine Förderung von 31.676 Scheffel Steinkohle erbrachten. Die letzten bekannten Förder- und Belegschaftszahlen des Bergwerks stammen aus dem Jahr 1855, es wurden mit 63 Bergleuten 41.296¾ preußische Tonnen Steinkohle gefördert.

## Heutiger Zustand
Heute erinnert nur noch eine Informationstafel an die Zeche Hagensieperbank. Die Informationstafel steht im Lottental, auf ihr ist die Lage des damaligen Stollenmundloches der Zeche Hagensieperbank angegeben.